# San Jerónimo (Comayagua)
San Jerónimo es un municipio del departamento de Comayagua en la República de Honduras.

## Toponimia
Antes de su fundación el lugar se conocía como San Jerónimo del Espino. Su nombre es en honor a Jerónimo de Estridón, santo de la iglesia católica.

## Límites
| Orientación | Límite                              |
| ----------- | ----------------------------------- |
| Norte       | Municipio de La Libertad, Comayagua |
| Sur         | Municipio de Comayagua, Comayagua   |
| Este        | Municipio de Esquías, Comayagua     |
| Oeste       | Municipio de La Trinidad, Comayagua |
| Oeste       | Municipio de El Rosario, Comayagua  |

## Geografía
La zona alrededor del municipio en general es bastante irregular con montañas y colinas.

### Orografía
Al Municipio de San Jerónimo lo atraviesa la cordillera de Montecillos la cual tiene una extensión territorial de 2,407 m.
| Accidente | Nombre                          |
| --------- | ------------------------------- |
| Montaña   | PANACOMA (Montaña De Comayagua) |
| Montaña   | La Choca                        |
| Cerro     | Peladientes                     |
| Cerro     | Mico Quemado                    |
| Barranca  | La Vega de Mora                 |
| Barranca  | El Cacao                        |
| Barranca  | El Portillo                     |
| Barranca  | La Posa de Brito                |
| Barranca  | Colorado                        |
| Barranca  | Plan del Cedro                  |
| Valle     | El Espino                       |
| Valle     | de Comayagua                    |

### Hidrografía
| Accidente | Nombre                            | Observación                             |
| --------- | --------------------------------- | --------------------------------------- |
| Laguna    | Las Crucitas                      | Ubicada en la comunidad de Las Crucitas |
| Manantial | Ojo de Agua                       |                                         |
| Manantial | Montaña de Comayagua              |                                         |
| Manantial | La Ceibita                        |                                         |
| Río       | Churune                           |                                         |
| Río       | Cacahuapa                         |                                         |
| Río       | Grande                            |                                         |
| Río       | Castilla                          |                                         |
| Río       | Rancho                            |                                         |
| Río       | Humuya                            |                                         |
| Quebrada  | El Muerto - La Quebradota - Zarca |                                         |
| Quebrada  | Las Dantas - Las Cañas - Zuncuya  |                                         |
| Quebrada  | El Dantil - Honda - Los Lirios    |                                         |
| Quebrada  | El Zorrillo - Seca - El Zapote    |                                         |
| Riachuelo | Capulina                          |                                         |
| Riachuelo | Cangos                            |                                         |
| Arroyo    | Chorros Jamalteca                 |                                         |
| Arroyo    | Wanchias (Cuevas)                 |                                         |
| Arroyo    | La Cuchilla                       |                                         |

## Flora y Fauna
Se observa una diversidad de flora entre estas: almendro, mango, guanacaste, roble, nance, aguacate, picus, liquidámbar, eucaliptos, indio desnudo, caoba, pino (todo en la zona montañosa)
el profe galo

## Clima
Es cálido en los meses de verano con temperatura hasta de 35 °C y en época de frío la temperatura desciende hasta los 18 °C con mucha lluvia especialmente en la zona montañosa.
Altura: 486 msnm

### Precipitación
Los meses más lluviosos son de mayo a octubre, especialmente en la zona montañosa; la humedad que se condensa de estas lluvias impide que el suelo se seque.

## Historia
El municipio de San Jerónimo surgió en el año de 1897 a orillas del río Churune, actualmente conocido como Fecora o colonia Concepción. lugar de donde provenían sus fundadores.
En 1878, debido al incremento poblacional, San Jerónimo del Espino se constituye como municipio al empezar a funcionar su Alcaldía municipal, el primer alcalde fue Félix Dubón Calderón años después brindó pequeñas parcelas a los habitantes que no poseían tierras para que estos trabajaran en el mismo periodo, se hizo una colecta entre los habitantes de la comunidad para comprar el terreno que ahora forma parte del casco urbano del Municipio de San Jerónimo.
Dicho terreno fue comprado a la señorita Sara Gámez por Lempiras 600.00 heredera de unos sacerdotes españoles que radicaban en Comayagua terreno que fue repartido entre todos los habitantes de esta comunidad.
El 1 de julio de 1892 siendo Presidente constitucional de la república Ponciano Leiva y alcalde municipal el señor Lino Castro, se le otorga al municipio un terreno de carácter ejidal.
En 1906, lo declaran con el nombre de San Jerónimo ya para el año 1911, la corporación municipal obtuvo una escritura de 35½ caballerías en el cual se encuentra las aldeas y caseríos como: Ocotes Caídos, Plan de Leones, Las Arenas, Las Crucitas, es tanto en esta la mayor superficie de ejidal del municipio.

### Alcaldes
En la cabecera municipal se encuentra las principales autoridades:
- Alcalde Municipal
- Juzgado de Paz
- Registro Nacional de las Personas

| Cargo             | Nombre         |
| ----------------- | -------------- |
| Alcalde Municipal | Rolando Marcia |
| Vicealcalde       | Juan Galo      |
| Regidor I         | Rubén Pinedo   |
| Regidor II        | Marco Euceda   |
| Regidor III       | Lázaro Lezama  |
| Regidor IV        | Eusebio Varela |
| Regidor V         | Darío Martínez |

Nombres pueden variar.

## Población
- Población: existen 21,688 (2015) habitantes.[2] Siendo la población urbana de 1,786 y la rural de 13,761.
- Densidad Demográfica: Existe aproximadamente 95 hab./km².
- Población desempleada: De 351 personas encuestadas 294 personas laboran en diferentes actividades económicas y 57 personas están desocupadas lo que significa que 84% de la población tiene trabajo y el 16% no tiene empleo.
- Natalidad: Hasta el mes de septiembre en el municipio han nacido 63 niños.
- Mortalidad: En el año 2005 han muerto 17 personas.
- Morbilidad: Las enfermedades más frecuentes son: Gripe, Tos, Dengue y Chicungunya.
- Familias: En el municipio de San Jerónimo existen aproximadamente 351 familias.

## Salud
| Salud   | Institución                  | Recurso                                    |
| ------- | ---------------------------- | ------------------------------------------ |
| Pública | Centro de Salud              | 1 Médico general 1 Odontólogo 4 Enfermeras |
| Privada | Centro Médico “San Jerónimo” |                                            |

## Educación
Según la encuesta socioeconómica aplicada, de 351 personas encuestadas, 300 saben leer y escribir (85%) y 51 son analfabetas (15%).
| Centro Educativo                | Alumnos |
| ------------------------------- | ------- |
| Escuela Rolando Marcia          | 118     |
| Escuela Pompilio Ortega         | 310     |
| Instituto República de Honduras | 406     |
| Kinder Federico Froebel         | 35      |

Población Docente. En el casco municipal hay 35 profesores.
| Nivel       | Institución                       | Observación |
| ----------- | --------------------------------- | --- |
| Preprimario | kinder Federico Froebel           | Atendidos por dos maestras.                                                                                                   |
| Primario    | Escuela Rolando Marcia,           | Localizada en la colonia Crisóstomo Marcia                                                                                    |
| Primario    | Escuela Pompilio Ortega           | Localizada en el barrio Arriba                                                                                                |
| Medio       | Instituto "República de Honduras” | Ofrece la carrera de - Ciclo común - Bachillerato en Administración de Empresas - Técnico en computación.                     |
| Superior    | No hay                            | Algunos jóvenes que asisten a la universidad, viajan a diario hacia la ciudad de Comayagua. También hay sistemas a distancia. |

### Ausentismo y deserción escolar
Muchos logran iniciar estudios en el nivel secundario, pero lo logran debido a que no cuentan con recursos económicos necesarios y tienen que trabajar para subsistir.

### Adaptación del Proceso Educativo al Medio
La educación se adopta a todos las personas o jóvenes que quieran estudiar pero no existe jornada nocturna para que las personas adulta que trabajan, por la noche puedan realizar sus estudios. Existen muchos jóvenes que estudian la carrera de Bachillerato en Administración de empresas y Técnico en Computación.

## Economía

### Agropecuaria
En la zona rural esta distribuida de la forma siguiente: un 20% del total de la hectárea se utilizan en gran parte en cultivos anuales, lo que más predomina en la población es la agricultura y la ganadería. La forma de tenencia en su mayoría esta distribuida en un 74.5% de las explotaciones y en un 96% de la superficie total del municipio, así mismo constituye un 1.02% del total de todo el departamento.

#### Principales cultivos
Entre los principales cultivos están maíz, fríjol y productos orientales como ser berenjena, mangaña y pepino.
- Café, Aguacate
- Achote, Mango
- Naranjo, Plantas Maderables (Pino Y Roble)

#### Cultivos Secundarios
- Achiote - Algodón
- Sorgo Escobero - Mandarina
- Berenjena - Naranja

#### Datos agropecuarios
- Producción agrícola: Esto representa el 8.35% de la producción en total de la explotación que se realiza dentro del municipio, lo que equivale un 0.28% del departamento.
- Productividad agrícola: En la zona rural la cantidad del suelo se distribuye de la siguiente manera un 29% de ha se utilizan en gran parte para cultivos anuales los cuales son cultivados de acuerdo a su capacidad de producción.
- Calendario agrícola: La primera siembra se produce los meses de mayo a mediados de julio se siembra de primera frijoles y maíz y la resiembra se da a finales de julio hasta finales de octubre. El cultivo de café se da de octubre hasta febrero lo que es la temporada de la corta de café.

### Ganadería
- Porcina: cría de cerdos utilizable para consumo o comercio.
- Equina: cría de caballos, yegua, burro, mula.
- Bovino: Cría de vaca, toro producción láctea y comestible.

### Comercio

#### Mercado
En el municipio de San Jerónimo los productos son exportadoras e importados por comerciantes individuales y medianos empresarios.
Los tipos de comercios que existen en la localidad son: Tiendas: 25 tiendas o "pulperías", Ferreterías, tiendas de ropa, calzado. Una gasolinera con tienda de artículos varios, tres restaurantes y cuatro pequeños negocios de venta de golosinas.

### Industria

#### Industria Manufacturera
Existe la manufactura de talabartería, de la que se elaboran faja, vaina para machete trabajan la artesanía con barro y construcción de teja, ladrillo, jarrones, macetas y también se confeccionan de prendas de vestir. Las diferentes personas que se dedican a la producción artesanal tienen la materia prima de su propia localidad.

### Cooperación y crédito
En el municipio de San Jerónimo existen distintas organizaciones las cuales conjuntamente desarrollan actividades económicas para realizar proyectos y lograr el desarrollo de la comunidad. Mediante créditos agrícolas y créditos personales para pequeñas empresas.

## Turismo

### Feria Patronal
Su Feria Patronal es el 28 de septiembre en honor a San Jerónimo. Las festividades comprenden las fechas del 28 de septiembre al 2 de octubre. Se realizan muchas actividades como: misas, burras enfloradas, música de banda, quema de pólvora.
En El Orden Cultural
- Celebración Y Coronación De La Reina de La Feria
- Noches Culturales
- Festivales

### Semana Santa
Celebración realizando el santo vía crucis, lavatorio de pies, adoración de la cruz y santo entierro.

### Fiestas Patrias
Celebran fiestas patrias en las cuales realizan el desfile por las principales calles de la comunidad.

### Fundación
Celebración de fundación de municipio para el cual se realizan actos cívicos y presentación de murales informativos.

### Gastronomía
- Comidas típicas como tamales, mondongo, chanfaina, torrejas, estofado, tamalitos con frijoles, montucas, tamalitos, sopa de pescado en semana santa.
- Bebidas típicas: horchata, fresco de tamarindo, chicha, vinos, chilate, ponche y té.

### Recreación
- Infantil: estos asisten a la cancha donde juegan fútbol y algunos juegos tradicionales.
- Juvenil: estos asisten al caber como centro de recreación y aprendizaje y asisten al campo de fútbol, al parque, al centro comunal y fiestas bailables.
- Adultos: asisten al caber, al campo de fútbol a presenciar partidos y a billares locales.

#### Recursos Recreativos
- CCCC: Centro Tecnológico De Conocimientos Y Comunicaciones (Ciber).
- Plaza Central
- Salón Comunal: donde se realizan fiestas bailables y algunos eventos sociales.

## Infraestructura
Son accesibles ya que cuenta con carreteras pavimentadas, también cuenta con señal satelital para celulares e Internet.

## Formas de Vida Social
Entre las organizaciones se encuentran las siguientes:
- CODESJ (comité de desarrollo de San Jerónimo)
- Comité profesional (Realiza actividades y organiza la feria patronal)
- Clubes deportivos
- Grupo Pre Juvenil
- Grupo juvenil
- Delegados de la palabra
- Neocatecumenales
- Cursillistas
- Chipro (Niños profesionales)
- Niños Ambientalistas
- Ligas Campesinas: en el área urbana no existen ligas campesinas pero en le área rural si existen como en la colonia 6 de noviembre y el llano de la puerta.
- Clubes: en la comunidad de San Jerónimo existen dos clubes deportivos los cuales los cuales participan en una liga federada o nivel del municipio que ha obtenido varios campeonatos.
- Comités: en el municipio existen varios comités como son:
- Comité Profería: es el encargado de las diferentes actividades en las cuales se recauden dinero para la celebración de la feria patronal
- Sociedad de padres de familia: esta sociedad esta integradas por padres de niños los cuales acuden a las diferentes instituciones educativas del municipio.
- Patronatos: en el municipio no existe este tipo de organización.
- Cooperativa caja rural: es la que se encarga de dar pequeños préstamos a los campesinos para la producción de granos básicos.

## División Política
Aldeas: 18 (2013)
Caseríos: 111 (2013)
| Código | Aldea                    |
| ------ | ------------------------ |
| 031301 | San Jerónimo             |
| 031302 | Buena Vista              |
| 031303 | Jardines                 |
| 031304 | Jacintillos              |
| 031305 | Jamalteca                |
| 031306 | La Ceibita               |
| 031307 | La Unión                 |
| 031308 | Las Arenas               |
| 031309 | La Crucita               |
| 031310 | Los Manzanos             |
| 031311 | Los Talnetes             |
| 031312 | Ocotes Caídos            |
| 031313 | Plan de Leones           |
| 031314 | Potrero Sucio            |
| 031315 | San Antonio de la Cuesta |
| 031316 | Talanguita               |
| 031317 | Terrero del Cedro        |
| 031318 | Vallecillos              |